# Cíniras (rey de Asiria)
En la mitología griega, Cíniras fue rey de Asiria. Sus hijas fueron convertidas en gradas de un templo de Hera. 
En su duelo con Aracne, una de las representaciones que figuraban en el tejido realizado por Atenea era la imagen de Cíniras llorando abrazado a las gradas del templo.